# Hardan al-Tikriti
Hardān al-Tikrītī (Tikrit, 1925 – Kuwait, 30 marzo 1971) è stato un generale, politico e diplomatico iracheno.
Hardān ʿAbd al-Ghaffār al-Tikrītī (in arabo حردان عبدالغفار التكريتي‎?) è stato un maresciallo dell'Aria dell'Aeronautica Militare Irachena, equivalente al grado di Tenente Generale nell'esercito. È stato poi ministro iracheno della Difesa, vice primo ministro dell'Iraq e infine ambasciatore in Svezia. Fu assassinato da Saddam Hussein, il vice presidente del Consiglio del Comando della Rivoluzione irachena.

## Gioventù
Hardān nacque nel 1925 a Tikrit. Suo padre era un ufficiale di polizia arabo sunnita e componente della tribù degli al-Shiyāsha.

## Aeronautica eBaʿth
Come ufficiale dell'Aeronautica Militare Irachena, fu addestrato al volo nell'Accademia Militare di Baghdad. Nel 1961, Hardān aderì al Baʿth e svolse un ruolo-chiave sia nel colpo di Stato del 1963 sia in quello del 1968 in Iraq.
Nel 1963, Hardān fu comandante della base aerea vicino Mosul. L'8 marzo 1963, mentre il partito Baʿth combatteva per assumere il controllo della Siria, Hardān ordinò un attacco aereo sulla parte della base aerea siriana di Aleppo che era nelle mani dei sostenitori del vecchio governo. Tuttavia, mentre l'attacco aereo era in atto, i ba'thisti siriani assunsero il controllo della base e l'attacco iracheno fu annullato.
Durante il periodo in cui nel 1963 i ba'thisti avevano il potere in Iraq, Hardān fu nominato comandante dell'intera Aeronautica Militare. Quando però il Presidente ʿAbd al-Salām ʿĀrif perse l'appoggio del Baʿth alla fine del 1963, Hardān lasciò il suo incarico per essere il nuovo ministro della Difesa: posto che conservò dal novembre del 1963 al marzo del 1964.

## Ruolo nel colpo di Stato del 1968
Durante il colpo di Stato del 1968, alle prime ore del 17 luglio 1968, Hardān telefonò al Primo ministro in carica, ʿAbd al-Rahmān ʿĀrif per informarlo che era stato rimosso dall'incarico. Hardan poi scortò Arif all'aeroporto da cui il Primo Ministro deposto dovette partire per l'esilio.

## Ministro della Difesa (1968 - 1970)
Hardān fu nuovamente nominato ministro della Difesa l'indomani del riuscito colpo di Stato del 1968.  Durante il periodo in cui fu ministro, Hardān fu il punto di riferimento per l'aiuto militare che l'Unione Sovietica garantì massicciamente all'Iraq.

## Caduta e assassinio
Il 15 ottobre 1970, a seguito di una lotta di potere con Ahmad Hasan al-Bakr e Saddām, Hardān fu allontanato dalla sua funzione ministeriale e governativa (era vice Primo ministro dell'Iraq). Fu anche forzato alle dimissioni dal Consiglio del Comando della Rivoluzione. Dopo un periodo di esilio a Londra, Hardān fu nominato ambasciatore iracheno in Svezia. Tuttavia Hardān non voleva restare lontano dalla vita politica e viaggiò verso il Kuwait dove tentò di organizzare un colpo di Stato contro Ahmad Hasan al-Bakr e Saddām Hussain. Il 30 marzo 1971, Hardān fu assassinato per ordine di Saddām Hussein in Kuwait.